# Кравиця (водоспад)
Кравиця (босн. Slap Kravica або Vodopad Kravica) -  водоспад на річці Требижат, у Боснії і Герцеговині. 
Знаходиться за 10 кілометрів на південь від Любушки та за 40 кілометрів на південь від Мостара. Його висота становить близько 25 метрів, а радіус озера біля основи водоспаду становить 120 метрів. 
Мальовничий водоспад Кравице утворюють відразу кілька відгалужень річки Требижат, що протікають через ліс, а потім падають в озеро з висоти. Краса Кравиці надихає поетів на романтичні епітети: одні порівнюють його з білим конем у стрибку, інші – з віялом, розкритим над урвищем. Приголомшлива панорама водоспаду справила незабутнє враження і на чиновників, які оголосили територію навколо водоспаду заповідником.

## Туризм
Кравиця є популярним місцем для купання та пікніка, і влітку його часто відвідують туристи. Озеро з кришталево чистою водою бірюзового відтінку, в яке річка обрушує свої води, в літній сезон доступне для купання і є чудовою альтернативою Плитвицьким озерам у Хорватії. Поруч із озером є кілька піщаних пляжів, кав'ярень та ресторанів, які пропонують здебільшого страви на грилі та рибні фірмові страви.
Біля водоспаду Кравиця також є невеликий грот зі сталактитами з карбонату кальцію, старий млин та вітрильний корабель.